# موقع صبراتة الأثري
موقع صبراتة الأثري هو موقع أثري يقع في مدينة صبراتة الليبية.يضم الموقع العديد من الآثار الرومانية والبيزنطية من أهمها مسرح المدينة الأثري.
صُنّف الموقع سنة 1982 من طرف اليونسكو ضمن مواقع التراث العالمي وفي سنة 2016 أُضيف إلى قائمة مواقع التراث العالمي المعرضة للخطر.